# チェンライ日本人会
チェンライ日本人会（ちぇんらいにほんじんかい、タイ語：สมาคมญี่ปุ่นเชียงราย、英語:Japanese Association of Chaing Rai：JACR）はタイ王国チエンラーイ県に存在する日本人会。正式名称はチェンライ日タイ協会であるが、チェンライ日本人会と呼称される。2004年設置。
チェンライ日本人会は、日本人会員が在住するタイのチエンラーイ県に存在する団体です。2004年に設立され、2023年現在は65名の会員が在籍しています。多くの会員は年金生活者であり、安心・安全な生活を送るために役員や会員が集いさまざまな活動を行っています。
チェンライ日本人会では、地域の日本人コミュニティの交流を促進するため、様々なイベントを開催しています。例えば、新年会や餅つき大会、チェンライ市内で開催される月ごとの不定期イベントなど、年間を通じて様々な行事が開催されています。また、季節ごとの日本の伝統行事やお祭りを、会員たちで楽しく過ごすこともあります。
会員たちは自主的にグループを作り、趣味やスポーツなどの活動を行っています。例えば、将棋・カラオケやゴルフ、日帰り温泉のアクティビティなどがあります。これらの活動は、会員たちの交流を促進するとともに、健康的な生活を送るための手段となっています。
また、チェンライ日本人会では、日本人の生活をサポートする機能も持っています。役員たちは、定期的に開催されるイベントでの昼食の支給、タイの配偶者の遺族年金手続きのサポートなどを行っています。新しい環境に移り住む日本人にとって、心強い存在となれるように積極的な活動を行っています。
チェンライ在住の日本人コミュニティをつなぎ、日本人同士の交流を促進するとともに、タイの地域社会との交流を深めることで、在住する日本人たちの生活の質を向上させることを目的としています。

## 概要
チェンライ日本人会は、タイ王国チェンマイに在住する日本人会員相互の交流、親睦と情報交換、現地社会との文化親善と貢献を目的とする日本人会。スポーツや生活情報交流などの同好会活動がある。チェンマイ日本人会、在チェンマイ日本総領事館とのつながりが深い。毎月、会報『JACR会報』を発行。当初ブログでの広報を行っていたが、2012年5月に公式ウェブサイトが開設された。
また、同会では地元チェンマイとの親睦のために在チェンマイ日本総領事館、北部日系企業連絡協議会、チェンマイ・ロングステイライフの会（CLL）、チェンマイ日本人会など他のタイ北部日本人組織と協働してランナージープン祭をチェンマイ市内で開催している。なおイベント名の「ジープン」は北タイ語で「日本」を意味する。

## 所在地
タイ王国 チエンラーイ県 ムアンチエンラーイ郡 （อำเภอเมืองเชียงราย  จังหวัดเชียงราย）

## 組織
会長1名、副会長2名。会計担当及び書記1名が役員であり、任期2年。事務局と各部の代表による役員会を中心に組織化されている。毎年総会が開催される。
- 会長
- 副会長
- 会系担当
- 書記

## 会員
会員数65名（2023年2月23日現在）。正会員の入会条件はチェンライ県または近県に在住の日本人及びその家族。カテゴリーＢ又はＯビザを取得し、タイ国に一年以上の居住
許可を有する人、及び観光ビザ等でタイに滞在し、将来北タイに長期滞在を希望する人、及び入会を希望するタイ人。家族会員は正会員の配偶者及び子ども。